# Roman Macyra
Roman Adam Macyra – polski historyk, dr hab. nauk humanistycznych, profesor nadzwyczajny Instytutu Historii Wydziału Historii Uniwersytetu im. Adama Mickiewicza w Poznaniu, oraz Katedry Polityki Społecznej i Gospodarczej Wydziału Ekonomicznego Wyższej Szkoły Informatyki i Zarządzania w Rzeszowie.

## Życiorys
26 czerwca 1996 obronił pracę doktorską Prasa konspiracyjna w Kraju Warty w latach 1939–1945, 13 grudnia 2004 habilitował się na podstawie pracy zatytułowanej Na rynku hossy i bessy. Giełdy towarowe w II Rzeczypospolitej'. Otrzymał nominację profesorską. Objął funkcję profesora nadzwyczajnego w Katedrze Polityki Społecznej i Gospodarczej na Wydziale Ekonomicznym w Wyższej Szkole Informatyki i Zarządzania w Rzeszowie, a także w Instytucie Historii na Wydziale Historii Uniwersytetu im. Adama Mickiewicza w Poznaniu.
Był kierownikiem Katedry Polityki Społecznej i Gospodarczej Wydziału Ekonomicznego Wyższej Szkoły Informatyki i Zarządzania w Rzeszowie.